# 930-as busz (Pécs)
A pécsi 930-as jelzésű autóbusz egy éjszakai autóbuszvonal volt, a járatok a Verseny utca – 48-as tér – Ifjúság útja – Mecsek Áruház – Főpályaudvar útvonalon közlekedtek.

## Története
2013 februárjában Parti busz (egyes források szerint Party busz) néven új járat indult hétfő kivételével minden nap 2:35-kor a Universitas Kollégiumtól Uránvárosig. 2013. június 17-étől 930-as jelzéssel közlekedett, a Verseny utcától indulva az Árpád hídon érte el a 48-as teret, ahol visszafordult, majd az Árkád és a Kórház tér megállók után a Kürt utcai buszforduló és a Mecsek Áruház érintésével a Mártírok útján visszatérve érte el a Főpályaudvar végállomását. Ez a járat hétfő és péntek kivételével minden nap közlekedett, a Verseny utca végállomásról 3:30-kor indult.
A járat a 2014. február 1-jei menetrendben már nem található meg.
2016. április 28-ától 30-áig – a Pécsi Egyetemi Napok alatt – 930Y jelzésű sűrítő járat közlekedett a Zsolnay-negyedtől a Szántó Kovács János utcáig a Tettye utca – Alagút – Ifjúság útja – Klinikák útvonalon.

## Útvonala
| Verseny utca → Ifjúság útja → Főpályaudvar |
| --- |
| Verseny utca vá. – Verseny utca – Siklósi út – Árpád híd – Alsómalom utca – Alsómalom utca – Zsolnay Vilmos utca – Rákóczi út – Hungária utca – Petőfi Sándor utca – Alkotmány utca – Ifjúság útja – Kürt utca – Szigeti út – Szántó Kovács János utca – Ybl Miklós utca – Veress Endre utca – Mártírok útja – Szabadság utca – Főpályaudvar vá. |

## Megállóhelyei
| 930 (Verseny utca → Ifjúság útja → Főpályaudvar) |                           |                                              |
| Perc (↓)                                         | Megállóhely               | Átszállási kapcsolatok a járat megszűnésekor |
| 0                                                | Verseny utca              |                                              |
| 10                                               | 48-as tér                 | 2, 2A, 943, 973                              |
| 12                                               | Árkád                     | 2, 2A, 932, 940, 943, 973                    |
| 15                                               | Zsolnay-szobor            | 2, 2A, 932, 940, 943, 973                    |
| 16                                               | Kórház tér                | 2, 2A, 932                                   |
| 17                                               | Kodály Zoltán utca        |                                              |
| 18                                               | Alkotmány utca            |                                              |
| 19                                               | Ifjúság útja              |                                              |
| 20                                               | Kürt utca                 |                                              |
| 23                                               | Szigeti Kovács János utca |                                              |
| 24                                               | Mecsek Áruház             | 2, 2A                                        |
| 25                                               | SZTK-rendelő              |                                              |
| 26                                               | Műjégpálya                |                                              |
| 27                                               | Megyeri út                |                                              |
| 28                                               | MÁV-bérház                |                                              |
| 30                                               | Főpályaudvar              | 932, 940, 943, 973 · Főpályaudvar            |